# Echinopodium sergioi
Echinopodium sergioi är en tvåvingeart som beskrevs av Duret 1974. Echinopodium sergioi ingår i släktet Echinopodium och familjen svampmyggor. Inga underarter finns listade i Catalogue of Life.